# Francuski Dalekowschodni Korpus Ekspedycyjny
Francuski Dalekowschodni Korpus Ekspedycyjny (fr. Corps Expéditionnaire Français en Extrême-Orient, CEFEO) – kolonialne siły ekspedycyjne Armii Francuskiej skierowane do Indochin w roku 1945, w końcowym stadium wojny na Pacyfiku.

## Historia
CEFEO powstał w roku 1945 w miejsce Dalekowschodnich Francuskich Sił Ekspedycyjnych (Forces Expéditionnaires Françaises d’Extrême-Orient, FEFEO). Zadaniem formacji było wspieranie generała Gilberta Sabattiera, głównodowodzącego kolonialnych Sił Francuskich w Indochinach (Forces Françaises d’Indochine) i ruchu oporu Wolnych Francuzów skupionych w Corps Léger d’Intervention (CLI) walczącym z Japończykami. Po kapitulacji Niemiec władze francuskie postanowiły „wyzwolić” ostatnie, znajdujące się pod okupacją państw Osi, terytoria w Azji Południowo-Wschodniej, w tym także marionetkowe „Cesarstwo Wietnamu”, będące w czasie wojny kolonią japońską. 7 czerwca 1945 roku na czele CEFEO stanął generał Leclerc, dowódca sławnej 2 Dywizji Pancernej (2ème D.B.), która w sierpniu 1944 roku wyzwoliła Paryż. 15 sierpnia Leclerc objął dowództwo nad całością Sił Francuskich Dalekiego Wschodu (Forces Françaises en Extrême-Orient).

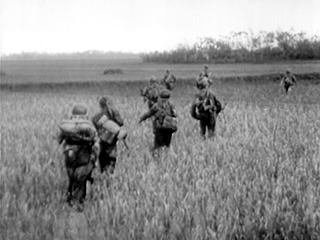
Francuscy spadochroniarze w Północnym Wietnamie (1952)

W roku 1946 wybuchło powstanie przeciwko odtworzonym władzom kolonialnym w Indochinach Francuskich, które tworzyły wówczas federację składającą się z Królestwa Laosu, Królestwa Kambodży, Tonkinu (Wietnam północny), Cesarstwa Annamu (Wietnam środkowy) i Kochinchiny (delta Mekongu), wszystkie (poza ostatnią, będącą kolonią) stanowiły protektorat francuski ze stolicą w Sajgonie. Od roku 1946 były niezależnymi państwami stowarzyszonymi w Unii Francuskiej, a w 1949 roku Tonkin, Annam i Kochinchina zostały połączone w jeden organizm państwowy pod nazwą Republika Wietnamu. Komunistyczny Việt Minh, na czele którego stał Hồ Chí Minh, rozbił rywalizujący z nim ruch narodowy i przeistoczył się w armię rewolucyjną stosującą partyzanckie zasady walki, a następnie, w latach pięćdziesiątych – korzystając ze wsparcia Chin – w regularną armię. I wojna indochińska trwała oficjalnie od 20 listopada 1946 do 20 lipca 1954 roku i zakończyła się rokowaniami w Genewie, skutkiem których Wietnam został podzielony na dwa oddzielne państwa wzdłuż 17 równoleżnika.

## Rozwiązanie
W skład CEFEO wchodzili zarówno żołnierze z poboru, jak i ochotnicy z kolonii francuskich w Afryce (Maghreb, Madagaskar), z terytoriów zamorskich Francji i Azji Południowo-Wschodniej, a także pododdziały Legii Cudzoziemskiej składające się głównie z Europejczyków (Francuzi, Hiszpanie, Polacy i inni). Natomiast większość zawodowych wojskowych, w tym członkowie elitarnych oddziałów spadochroniarzy (BPC) i cały sztab Korpusu, pochodziła z Francji właściwej.
Na początku listopada 1953 roku ochotnicy z Batalionu Francuskiego, wobec kończącej się właśnie wojny koreańskiej, zgłosili swój akces do CEFEO i zostali skierowani z Incheonu do Wietnamu. W czerwcu-lipcu 1954 roku brali udział w bojach o Przełęcz Mang Yang.
Wkrótce po wycofaniu się ostatnich oddziałów CEFEO z niepodległych od roku 1956 państw wietnamskich, Laosu i Kambodży, korpus został, rozkazem generała Pierre’a Jacquota, rozwiązany.

## Dowódcy CEFEO
- Philippe Marie Leclerc (1945–46)
- Jean Etienne Valluy (1946–48)
- Roger Blaizot (1948–49)
- Marcel Carpentier (1949–50)

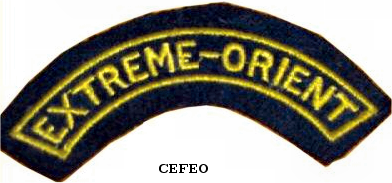
Naszywka naramienna CEFEO

- Jean de Lattre de Tassigny (1950–51)
- Raoul Salan (1952–53)
- Henri Navarre (1953–54)
- Paul Ély (1954-55)
- Pierre Jacquot (1955-56)